# Đồng diễn bài hát và điệu nhảy Śląsk

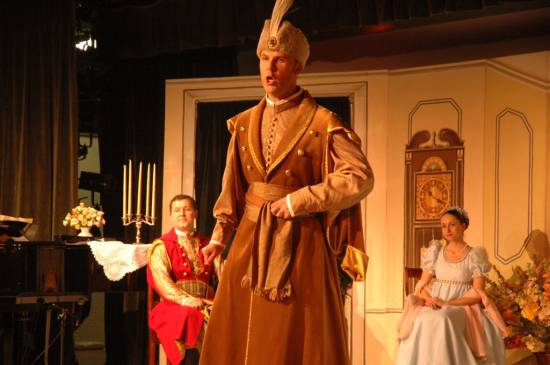
Buổi hòa nhạc Moniuszkowski

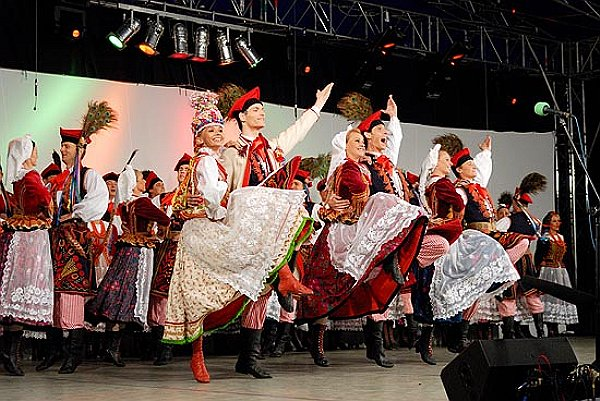
Hiệu suất trong thời gian Święta "Śląska"

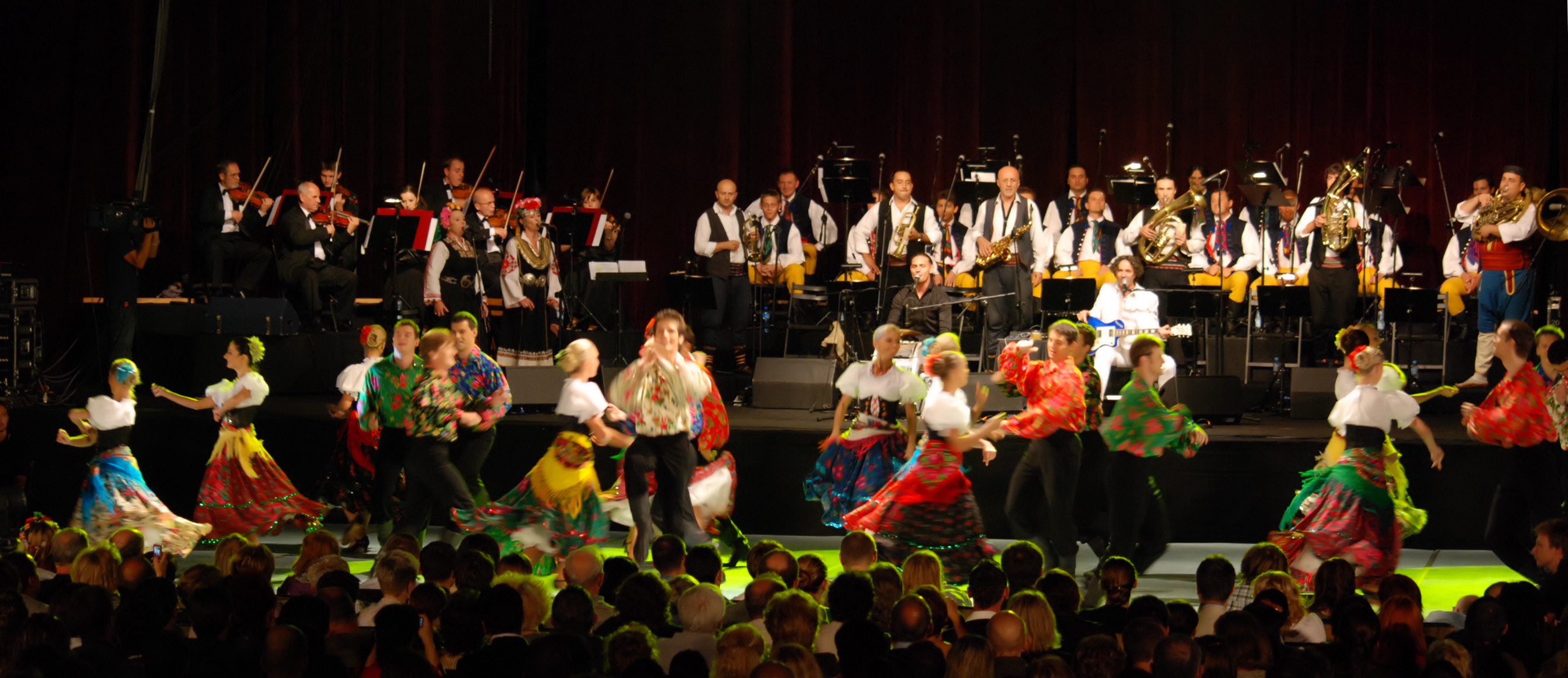
Buổi hòa nhạc kỷ niệm tại Katowice

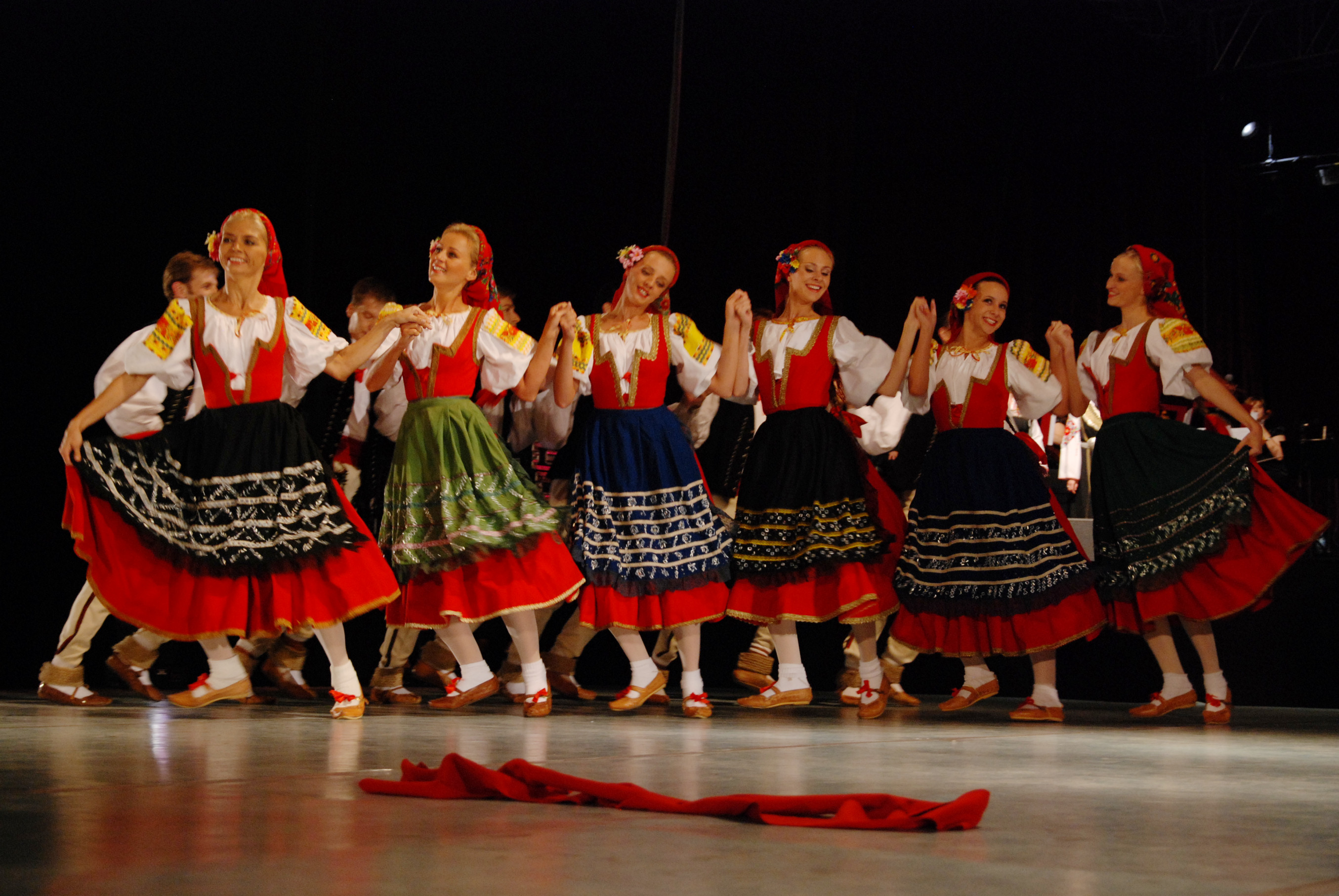
Buổi hòa nhạc kỷ niệm tại Katowice

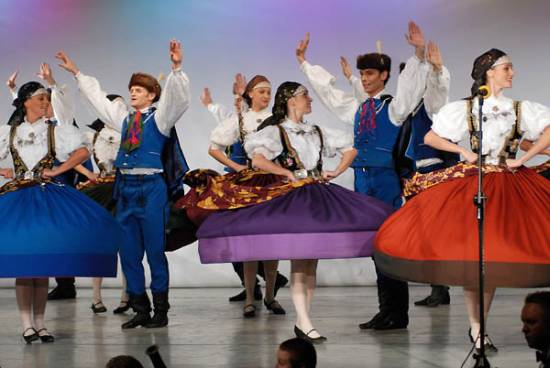
Vào năm 2006

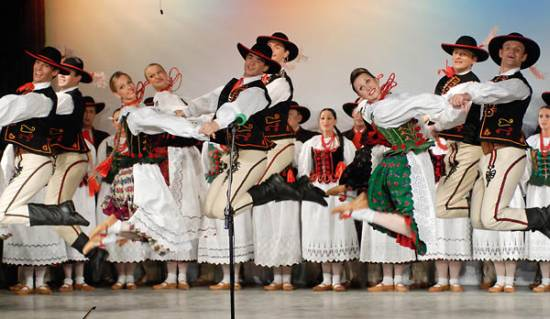
Vào năm 2006

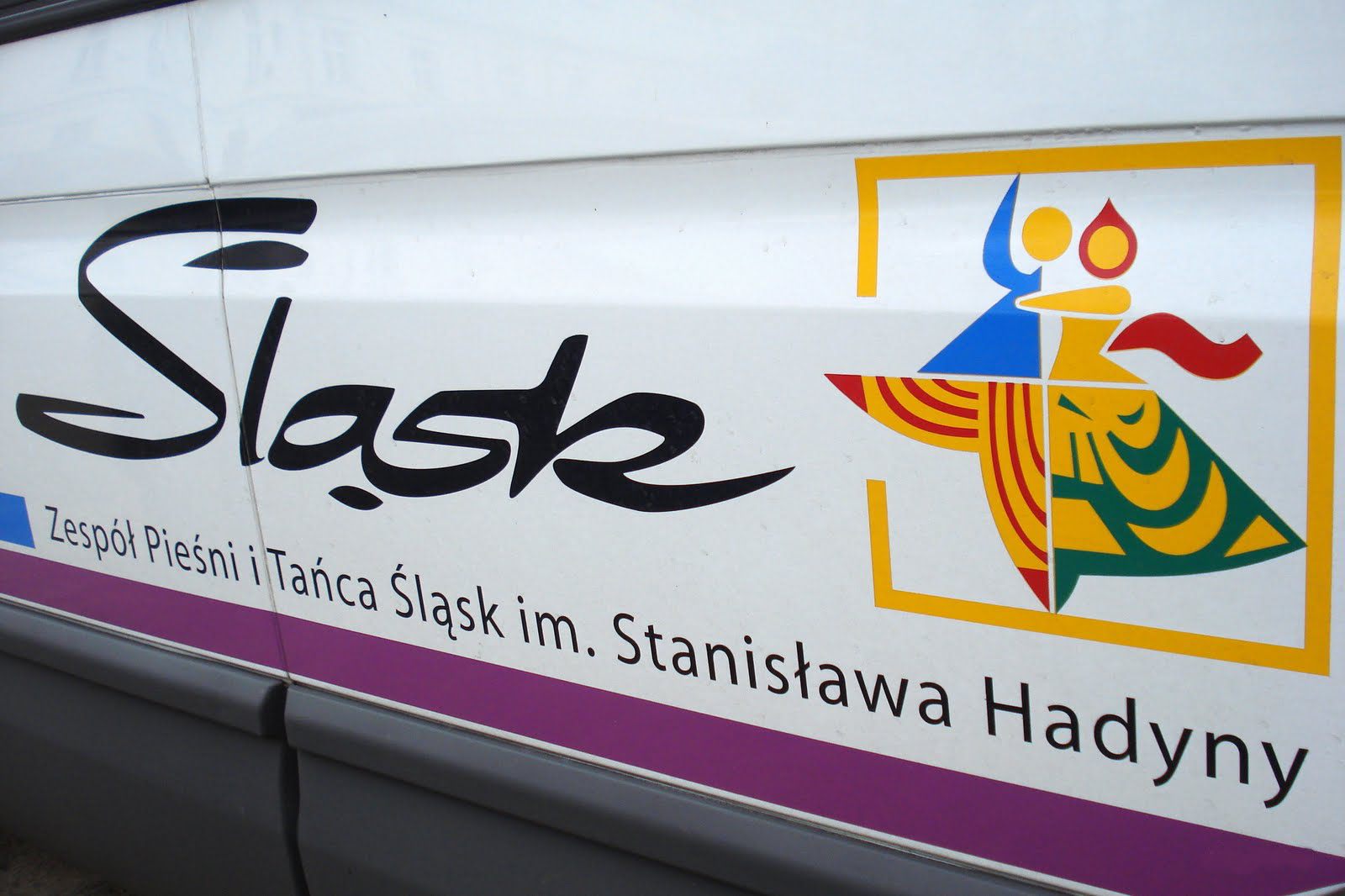
Logo

Đồng diễn bài hát và điệu nhảy Śląsk (tên đầy đủ: Bài hát quốc gia và điệu nhảy quốc gia Ba Lan "Śląsk" để tưởng nhớ Stanisław Hadyna, tiếng Ba Lan: Zespół Pieśni i Tańca "ląsk" im. Stanisława Hadyny) là một trong những đồng diễn dân gian lớn nhất của Ba Lan. Nó được thành lập vào ngày 1 tháng 7 năm 1953 bởi Stanisław Hadyna và được đặt theo tên khu vực Silesia ("Śląsk"). Nó có trụ sở tại Koszęcin. Stanislaw Hadyna, con trai của một giáo viên người Silesia, nổi tiếng với bộ sưu tập các bài hát dân gian. Thế giới của những huyền thoại và mộng tưởng, luôn hiện diện trong những giai điệu của Silesia, đã mê hoặc anh ta từ những năm đầu tiên và khiến anh ta quyết định thành lập một đồng diễn có thể thể hiện sự phong phú và độc đáo của văn hóa dân gian Silesia. Để đạt được mục tiêu của mình, anh ấy cần những người trẻ tuổi tài năng và nhiệt huyết, những người chưa có trải nghiệm trên sân khấu. Những người biểu diễn đã được chọn trong số 12.000 ứng cử viên và lâu đài ở Koszecin trở thành căn cứ của họ. Buổi biểu diễn đầu tiên của "Ślask" vào mùa thu năm 1954 tại Warsaw là một sự kiện mặc khải cho cả nước. Mục đích của nhóm đồng diễn là thể hiện văn hóa dân gian lâu đời của Silesia, nơi vẫn giữ được bản sắc rất riêng của mình trong một khu vực rộng lớn và đa dạng. (trích đoạn ghi chú trên LP "Slask, Đồng diễn bài hát Ba Lan và Bản hòa tấu khiêu vũ, tập 3". Muza. Arlingtonkie Nagrania SX 348)
Ban đầu Śląsk tập trung vào các truyền thống dân gian của vùng Thượng Silesia, Cieszyn Silesia và Beskids. Nó sau đó đã được mở rộng để bao gồm tất cả các khu vực trên lãnh thổ Ba Lan. Đoàn đã biểu diễn hơn 6.000 buổi biểu diễn cho hơn 20 triệu người trên toàn thế giới. Nó đã biểu diễn ở Hoa Kỳ, Canada, Úc, Pháp, Đức, Ý, Bỉ, Thụy Điển, Hà Lan, Trung Quốc, Mexico và nhiều quốc gia khác, cũng như Vatican.
Nhóm đồng diễn Śląsk đã làm việc với các nhà soạn nhạc Ba Lan đáng chú ý như Wojciech Kilar.
Một số bài hát đáng chú ý nhất của nó là Szła dzieweczka, Helokanie, Ondraszek, Głęboka studzienka, Karolinka.

## Giải thưởng
- Giải thưởng âm nhạc và nghệ thuật của Silesia (Giải thưởng âm nhạc Silesian năm 1958, Giải thưởng nghệ thuật năm 1965)
- Giải thưởng danh dự của Tổng thống Hoa Kỳ
- Giải thưởng danh dự từ Bộ văn hóa Liên Xô
- Giải thưởng từ Voivodeship Silesian
- Huy chương vàng từ Hội đồng hòa bình thế giới ở Stockholm năm 1959